# Hadja
Hadja (arab. حدية) – wieś w Syrii, w muhafazie Hims. W 2004 roku liczyła 754 mieszkańców.